# Chrysolina rufa
Chrysolina rufa é uma espécie de artrópode pertencente à família Chrysomelidae.